# NGC 3935
NGC 3935 é uma galáxia espiral (Sb) localizada na direcção da constelação de Ursa Major. Possui uma declinação de +32° 24' 16" e uma ascensão recta de 11 horas, 52 minutos e 23,9 segundos.
A galáxia NGC 3935 foi descoberta em 29 de Abril de 1827 por John Herschel.